# Сокольники (Зґерський повіт)
Сокольники (пол. Sokolniki) — село в Польщі, у гміні Озоркув Зґерського повіту Лодзинського воєводства.
Населення — 153 особи (2011).
У 1975-1998 роках село належало до Лодзинського воєводства.

## Демографія
Демографічна структура станом на 31 березня 2011 року:
|          | Загалом | Допрацездатний вік | Працездатний вік | Постпрацездатний вік |
| -------- | ------- | ------------------ | ---------------- | -------------------- |
| Чоловіки | 70      | 13                 | 48               | 9                    |
| Жінки    | 83      | 17                 | 44               | 22                   |
| Разом    | 153     | 30                 | 92               | 31                   |